# Mecka Lind
Ruth Monica (Mecka) Lind, född 27 augusti 1942 i Lund, är en svensk författare.

## Priser och utmärkelser
- Buxtehuder Bulle 1992 för Sanne gatubarn (Manchmal gehört mir die ganze Welt)[4]
- Gustav-Heinemann-Friedenspreis für Kinder- und Jugendbücher 1995 för Isabel